# Больман-Комбринк, Теодор
Теодор Больман-Комбринк (нем. Theodor Bohlmann-Combrinck; 18 ноября 1891 — 18 ноября 1956) — немецкий военачальник, генерал-майор вермахта, командующий 111-м гренадерским полком во время Второй мировой войны. Кавалер Рыцарского креста Железного креста, высшего ордена нацистской Германии. Взят в плен войсками союзников в мае 1945 года. Отпущен из плена в 1947 году.

## Награды
- Железный крест (1914)
  - 2-го класса (25 декабря 1914)
  - 1-го класса (31 мая 1917)
- Нагрудный знак «За ранение» (1914)
  - в чёрном
- Почётный крест ветерана войны
- Медаль «В память 1 октября 1938 года»
- Железный крест (1939)
  - 2-го класса (27 сентября 1939)
  - 1-го класса (14 октября 1939)
- Нагрудный знак «За ранение» (1939)
  - в серебре (20 июля 1941)
- Нагрудный знак «За танковую атаку»
  - в бронзе (7 февраля 1942)
- Медаль «За зимнюю кампанию на Востоке 1941/42» (27 августа 1942)
- Рыцарский крест Железного креста (8 августа 1941)